# Магальян, Лисандро
Лиса́ндро Магалья́н (исп. Lisandro Magallán; 27 сентября 1993 в Ла-Плате, Буэнос-Айрес, Аргентина) — аргентинский футболист, защитник мексиканского клуба «УНАМ Пумас». Выступал за молодёжную сборную Аргентины.

## Биография
Лисандро Магальян родился 27 сентября 1993 в Ла-Плате, провинции Буэнос-Айрес. Является воспитанником «Химнасии и Эсгримы» из Ла-Платы, где он играл за юношескую команду. Дебютировал за основную команду «Химнасии» 10 августа 2010 в матче против «Олимпо».
В апреле 2012 сообщалось об интересе к игроку со стороны английского «Манчестер Сити».
26 июля 2012 «Бока Хуниорс» выкупила 80 % прав на игрока за 1.4 миллиона долларов.
Магальян был капитаном сборной Аргентины среди юношей до 18 лет, а также играл за молодёжную сборную Аргентины на двух международных турнирах, проходивших в июле и октября 2010 в Парагвае и Боливии, соответственно.
В мае 2012 в составе молодёжной сборной Аргентины принимал участие в Кубке Восьми наций, проводимом в Африке. В первом матче против сборной ЮАР забил первый гол своей команды, а игра закончилась со счётом 3:1 в пользу «альбиселесты».
В январе 2013 Магальян попал в заявку сборной Аргентины для участия в молодёжном чемпионате Южной Америки в Аргентине, где был назначен капитаном команды.
В январе 2019 года перешёл в амстердамский «Аякс», подписав с клубом контракт на 4,5 года. В сентябре 2019 года был отдан в аренду в испанский «Алавес».
3 сентября 2020 года перешёл на правах аренды в итальянский клуб «Кротоне». В августе 2021 года был арендован бельгийским «Андерлехтом».
В январе 2023 года расторг контракт с «Аяксом» и перешёл в испанский «Эльче», подписав с клубом контракт до конца сезона.

## Достижения
«Бока Хуниорс»
- Чемпион Аргентины (3): 2015, 2016/17, 2017/18
- Обладатель Кубка Аргентины: 2014/15

«Аякс»
- Чемпион Нидерландов: 2018/19
- Обладатель Кубка Нидерландов: 2018/19
- Обладатель Суперкубка Нидерландов: 2019